# Rostrogalumna rostrata
Rostrogalumna rostrata är en kvalsterart som först beskrevs av Engelbrecht 1969.  Rostrogalumna rostrata ingår i släktet Rostrogalumna och familjen Galumnidae. Inga underarter finns listade i Catalogue of Life.